# 杨兵
杨兵（1967年9月—），中华人民共和国政治人物。湖北天门人。

## 人物经历
杨兵曾任中共天津市南开区委书记，在任期间，因政绩优异，于2021年6月29日获得中共中央组织部授予“全国优秀县委书记”荣誉称号。2022年7月，升任天津市人民政府副市长，直到2024年10月卸任，转任天津市政协党组成员。